# 尹基協射殺事件
尹基協射殺事件（いん・ききょう/ユン・キヒョプしゃさつじけん）は、非常時共産党時代の1932年（昭和7年）8月15日に起こった日本共産党東京市委員長（当時）村上多喜雄が日本労働組合全国協議会（全協）中堅幹部尹基協を射殺した事件。

## 党と全協の対立
刷同問題以来、労働者の現実を知らないインテリ指導部による観念的な極左方針の押しつけは続いており、党中央と全協との対立は深まっていた。党中央は全協の自立性を主張しおとなしく指令に従わない勢力を潰しにかかる。溝上弥久馬全協委員長は逮捕され、その右腕のような松原はプロヴァカートル（超スパイ）の汚名を着せて暴行を加えた上除名し（「超スパイ松原問題」）、天皇制打倒綱領採用に一致して反対した旧常任委員は松原問題の責任をとらせて総辞職させ（特に松原に近かった2人の役員は除名）、残るは中堅幹部の尹基協と平安名常孝の2人となった。

## 党における朝鮮人と尹の立場
当時、党も全協も末端の活動力は大きく朝鮮人に負っていた。全協構成員に占める朝鮮人の割合は、1932年で半数、1933年で過半数と推移していた。共産党系大衆組織も含めた朝鮮人の検挙者数は、1932年で338名、1933年で1820名と推移していた。朝鮮人活動家は日本人よりもはるかに戦闘的で、三・一五事件被告奪還計画の行動隊や、街頭デモ、『赤旗』の配布など最も検挙されやすい直接的で危険な活動を担わされた。それにも関わらず、党でも全協でも朝鮮人の地位は低く、中堅以下の幹部になるのが関の山で、尹は出世頭の部類に属していた。

## 殺害
非常時共産党の中枢機能を牛耳っていた松村ことスパイM（本名飯塚盈延）は、尹の殺害指令を下す。松村は「尹はスパイだ。尹を殺れ。村上にやらせてはどうか」と中央委員会で発言した。指令を直接伝達したのは中央委員紺野与次郎だった。
1932年8月15日夜10時頃、洋装の村上多喜雄（24）は尹が育てた朝鮮人活動家6人に離れた場所で見張りをさせながら和装の尹（22か23。誕生日不明のため）と上野公園を連れ立って歩き、東照宮表側石灯籠脇の楠の陰まで来ると3、4発尹に発砲。悠々と石段を降りて立ち去ったが酒屋の小僧安倍正治郎（20）と公園巡視丸山半治郎（42）、それにピストルの音に駆けつけた刑事2人に取り押さえられ逮捕された。
射殺は当初村上の下の東京委員会の者でやる手はずだったが、人選がうまく定まらなかったために自ら責任を感じて請け負ったのだった。
尹とともに全協土建で活動した海老原利勝はこう語っている。
「その日、全協土建深川分会のたまり場に顔を出すと、分会役員数名(朝鮮人)がいて、西平野警察の特高がきていた。尹のなきがらを引き取りにきてくれということだったので、二人ほどでいくと、手回しよく尹の死体は警察の手で火葬されていて、お骨だけが帰ってきた。私はお線香をあげたが、分会員たちは、尹がスパイだというので冷い顔をしていた。尹は妹と暮していたのだが、その妹はそののち分会員たちからは冷くされ、頼る人もいなくなり、まもなく兄の遺骨を抱いて泣く泣く朝鮮に帰った。
それから1ヵ月ばかりして朝鮮人の活動家ばかり集まった機会があった。たまたま話が尹のことになった。尹殺害の現場にいっていた者も何人かいた。彼らはそのとき尹の顔は見なかったのだが、尹を目の前にして殺せるかどうかという議論になった。『スパイだから殺るのが当然』とハッキリいったのは一人、『わりきれない』『そんなムゴいことはできない』『とても殺せはしない』といった意見が多かった。そのうち激論になり、みんな朝鮮語でしゃべりはじめたので、その内容は知らない。それから間もなく、現場に行った六人のうち四人が逮捕された。最も過激なことをいっていた者が、獄から帰ってくるとすっかり態度が変り、右派になってしまっていた」|
尹の名誉回復は、未だなされないままである。

## 報道
事件の翌16日、尹の身元が判明したため事件の担当が刑事部から特高部に移る。
さらに翌17日には犯人村上の身元が判明。村上は2年前日本共産青年同盟（共青）の活動家だった頃武装共産党一斉検挙に遭い、その際短刀で特高課の警部を刺して逃走手配中の身だった。
翌18日、共産党による尹へのスパイ制裁だったとの報道がなされる。
21日、尹制裁指令は党中央からのものであり準備は2ヶ月前の松原リンチ直後から進められていたとの報道が出る。
村上は現在でも模範的共産党員として党内で高く評価されている。
共産党の模範党員列伝では村上のために1章が割かれ山岸一章はこう書いている。
「それ(村上逮捕)を知ったとき、白川晴一同志(当時村上の直接の部下で戦後は東京都委員長)は、『ああ、惜しい同志を奪われてしまった』と、声をあげて泣いたそうです。紺野与次郎同志も、残念で、残念でたまらなかったそうです」

## 裁判
村上は一審で無期懲役、二審で転向を表明し懲役15年の判決を受けた。
面会した広瀬東はこう書いている。
「村上君は二審の法廷で深く頭を垂れて心からなる哀悼の意を表しました。これに先だって私との何回かの面会の時、一審以来ほとんど緘黙していた大部分の中の重要な点について陳述をするということ、したがって幾人かの証人調べを重ねてほしいというのです。自分のことはどうであってもよい、しかしどう考えてみてもこれは組織上の欠陥というより、もっともっと大きな謀略の中に動かされていたような気がする――、そういう意味のことを彼は始めて口にして、私の眼をじっと見つめるのです。わが身を俎の上にのせて、この謀略の正体を解明する緒ぐちにしてほしい、ということのようでした」
村上は謀略を解明しようと、控訴審では大物弁護士の清瀬一郎(戦後衆院議長）をつけ、新たに風間丈吉、紺野与次郎、宮川寅雄の3名を証人申請した。しかし解明には至らなかった。

## 村上の最期
村上は小菅刑務所に服役中、肺結核を重くし、さらに腸結核を患い、中野の江古田療養所に移送された。中央委員岸勝の妻が毎日のように見舞いにいった。しかし1940年、村上多喜雄は31歳で死んだ。死に水をとったのも岸の妻だった。
村上の死の様子を、諏訪中学の2年先輩である山田国広はこう書いている。
「愛する後輩をいとおしみながら病床にとびつけた時は、もう息を引きとっていた。しかし目は大きく見開いて天井の一角を睨んでいた。死んでも死ねない恨みを訴えているような死相であった」